# The Vintage Caravan
The Vintage Caravan es una banda de rock de Álftanes, Islandia. La banda fue formada en 2006 por Óskar Logi Ágústsson y Guðjón Reynisson antes de que el bajista Alexander Örn Númason se uniera después del primer álbum de estudio. A partir de 2011, la banda ha lanzado cinco álbumes de estudio y actualmente están firmados con Napalm Records.

## Historia
En 2006, los amigos de la escuela de 12 años Óskar Logi Ágústsson (guitarra y voz) y Guðjón Reynisson (batería) formaron la banda. El trabajo serio solo comenzó en 2009 y en dos años la banda autoeditó su primer álbum homónimo. A principios de 2012, la banda firmó un contrato con el sello discográfico islandés Sena antes de trabajar para su segundo álbum. Alexander Örn Númason se unió poco después en el bajo. Un segundo álbum, Voyage, fue lanzado en 2012 inicialmente por Sena. La banda firmó con Nuclear Blast poco después del lanzamiento de Voyage. Esto condujo a un video musical Expand Your Mind producido y lanzado por el sello discográfico alemán. El cortometraje muestra los 'viajes' psicodélicos que experimentan los tres miembros. A partir de julio de 2015, el video alcanzó las 400.000 visitas en YouTube convirtiéndose en la canción en línea más vista de la banda. Nuclear Blast relanzó Voyage para un público mucho más amplio.
En 2014, la banda tocó en festivales como Roadburn Festival, Wacken Open Air y Hard Rock Hell.
En abril de 2015, la banda anunció en Facebook que el baterista Guðjón Reynisson había dejado la banda por motivos personales, sin embargo, seguía siendo un buen amigo de los miembros restantes de la banda. En la misma publicación, Stefán Ari fue presentado a los fanáticos como el nuevo baterista de la banda. El 15 de mayo de 2015, se lanzó Arrival con Nuclear Blast como el tercer álbum de estudio de la banda. Este fue el primer récord desde el reciente cambio de formación.
Los cuatro álbumes de estudio de la banda, Gateways, se lanzaron en 2018. Dos años más tarde, la banda firmó con Napalm Records antes del lanzamiento del quinto álbum Monuments. Al igual que los álbumes anteriores, Monuments recibió críticas en su mayoría positivas, y Loudersound en particular terminó su reseña de 4 de 5 estrellas con la frase "The Vintage Caravan simplemente mejora cada vez más".

### Vida personal
En muchas entrevistas, la banda ha confirmado que son buenos amigos de sus compañeros de Nuclear Blast, Blues Pills.
En 2014, luego de una gira por Europa, la banda se mudó de Reykjavík, Islandia a Sønderborg, Dinamarca para estar más cerca de su sello discográfico en ese momento Nuclear Blast.

## Estilo
Según Fred Thomas de AllMusic, la banda se encuadraba dentro de los géneros de rock clásico, proto (temprano) metal y rock progresivo. Nuclear Blast sin embargo los describe como rock más psicodélico. La propia banda describe su estilo y sonido como "hard rock clásico de los años 60 y 70 con una actitud poderosa y un toque moderno". Las influencias de la banda incluyen Led Zeppelin, Deep Purple, Mastodon, Rush y Cream. La banda explica que les encanta la "música impulsada por riffs contundentes".

## Miembros de la banda

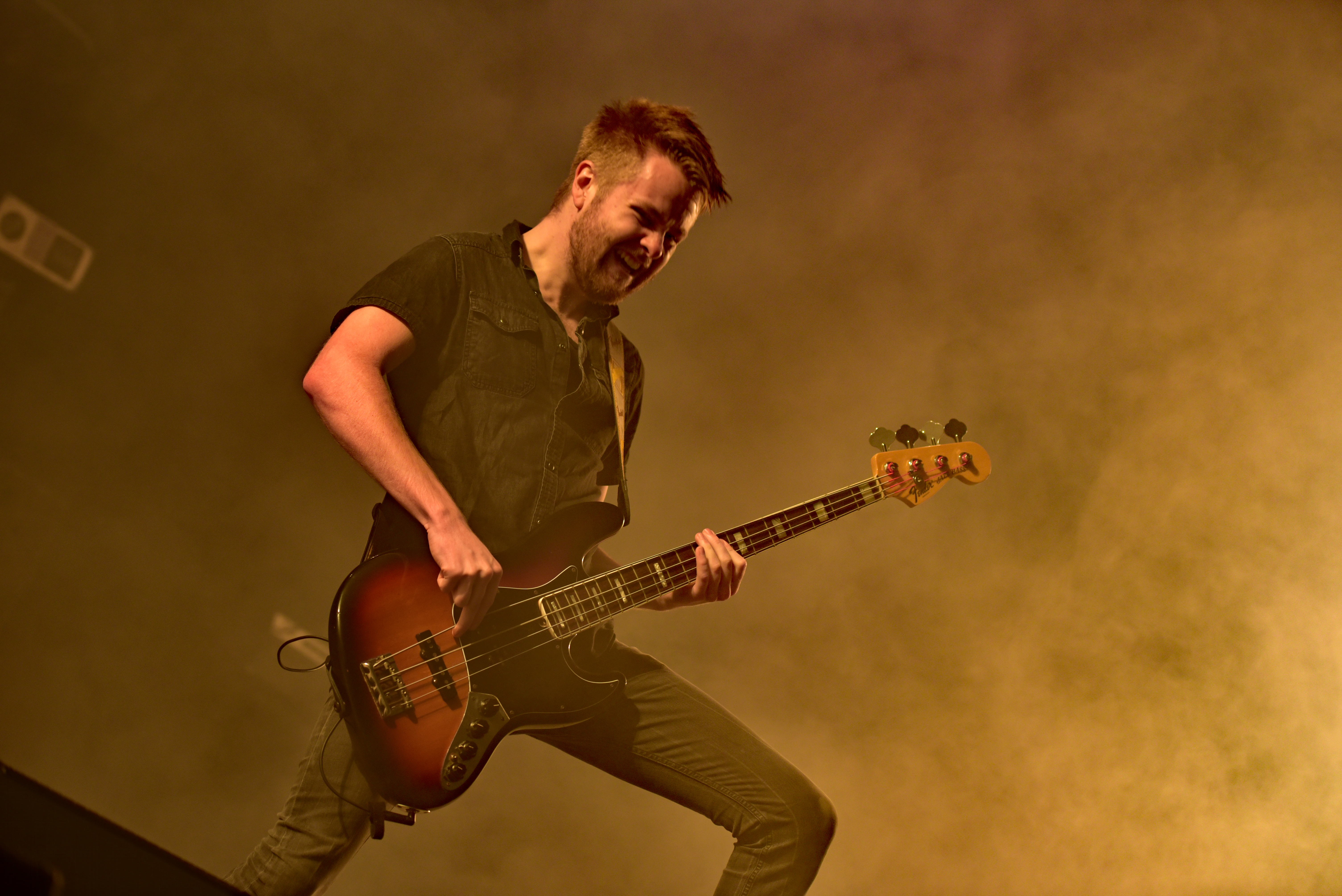

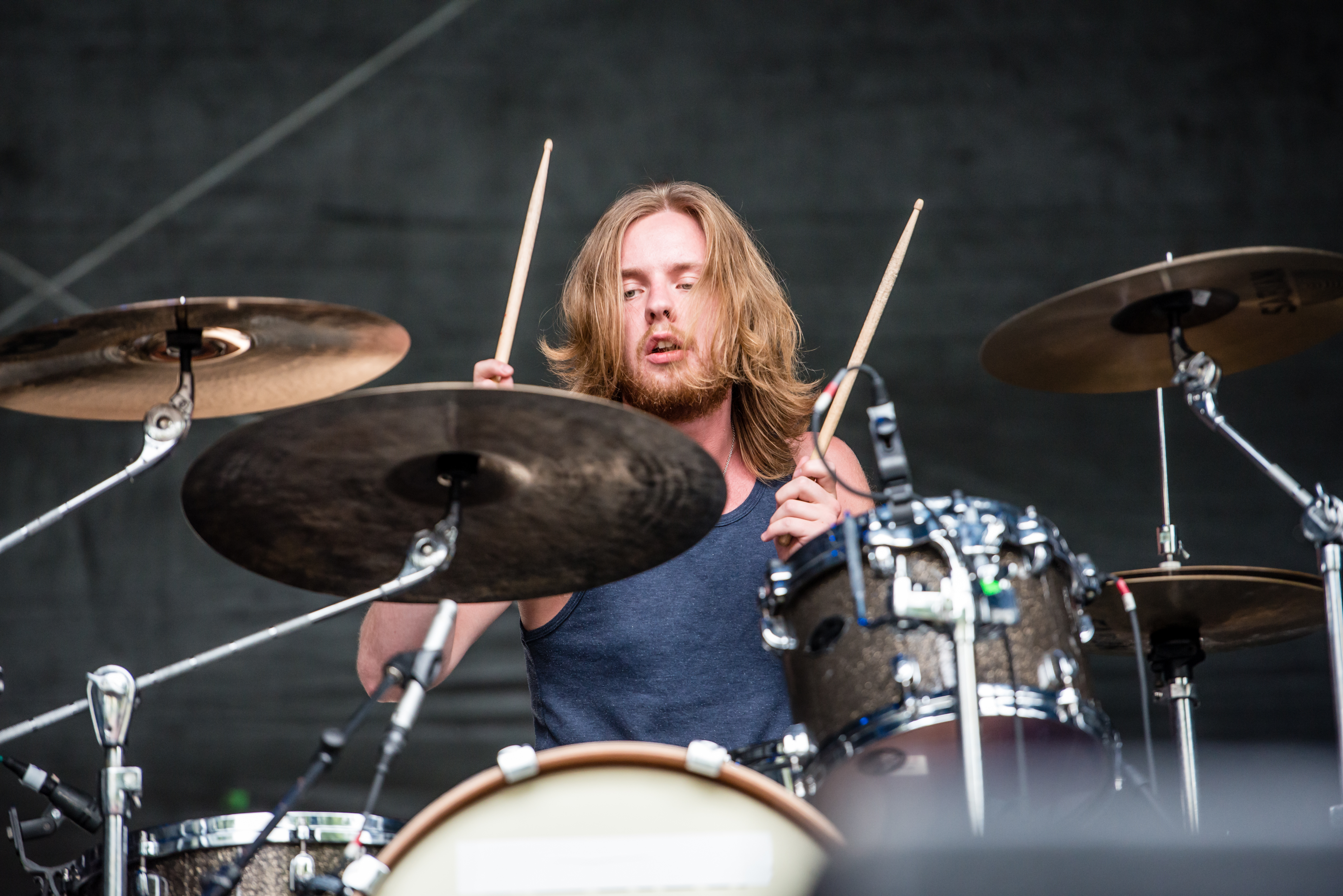

- Óskar Logi Ágústsson - guitarras, voz principal (2006-presente)
- Alexander Örn Númason - bajo, coros (2012-presente)
- Stefán Ari Stefánsson - batería (2015-presente)

Integrantes anteriores
- Guðjón Reynisson - batería (2006-2015)

## Discografía

### Álbumes de estudio
- The Vintage Caravan (2011) (autoeditado)
- Voyage (2014) (Sena)
- Arrival (2015) (Explosión nuclear)
- Gateways (2018) (Explosión nuclear)
- Monuments (2021) (Napalm Records)
- Monuments Tour  (2023) (Napalm Records)